# Nielegalne dotykanie piłki
Ten artykuł opisuje zagadnienie koszykarskie zgodne z normami FIBA.
Zasady w ligach NBA, NCAA lub innych mogą różnić się od tutaj przedstawionych.
Nielegalne dotykanie piłki – zasada w koszykówce, zakazująca dotykania piłki w pewnych sytuacjach.
Za nielegalne dotykanie piłki uznaje się dotknięcie piłki przez zawodnika, gdy znajduje się ona całkowicie powyżej poziomu obręczy kosza, będącej w locie opadającym do kosza lub po tym, jak dotknęła tablicy (w przypadku rzutu z gry) lub gdy znajduje się ona w locie do kosza, nim jeszcze dotknęła obręczy (w przypadku rzutu wolnego). W obu przypadkach, gdy piłka dotknęła już obręczy kosza lub nie ma szans wpaść do kosza, dotknięcie piłki jest legalne.
Wyjątek stanowią sytuacje przerwania gry:
- sygnałem zegara czasu gry:
  - gdy piłka była w locie do kosza (rzut z gry);
- sygnałem gwizdka sędziego:
  - gdy piłka znajdowała się w rękach zawodnika będącego w akcji rzutowej,
  - gdy piłka była w locie do kosza (rzut z gry)[4].

W tych sytuacjach żaden zawodnik nie może dotknąć piłki, nawet po dotknięciu przez nią obręczy kosza, jeżeli piłka wciąż ma szansę wpaść do kosza.
Karą za nielegalne dotknięcie piłki przez zawodnika ataku jest niezaliczenie punktów oraz oddanie piłki przeciwnikowi do wprowadzenia piłki z autu z wysokości linii rzutów wolnych.
Karą za nielegalne dotknięcie piłki przez zawodnika obrony, jest przyznanie drużynie atakującej takiej liczby punktów, jaką miałby ten rzut, gdyby piłka wpadła do kosza (odpowiednio 1, 2 lub 3 punkty). Dodatkowo, jeśli błąd nielegalnego dotykania piłki został popełniony podczas ostatniego rzutu wolnego, orzekany jest faul techniczny.
Po tym, jak piłka dotknęła obręczy podczas ostatniego, rzut wolny zmienia swój status na rzut z gry za 2 punkty, jeśli piłka zostaje legalnie dotknięta przez któregokolwiek zawodnika, zanim wpadnie do kosza.
Dotknięcie wznoszącej się piłki jest legalne i nie powoduje zmiany przepisów dotyczących późniejszego nielegalnego dotknięcia piłki opadającej. Jeśli np. zawodnik drużyny A wykonuje rzut, a podczas unoszenia się piłki, dotyka jej zawodnik którejkolwiek z drużyn, a następnie, gdy już opada, nielegalnie dotyka jej zawodnik drużyny A, piłka zostaje przyznana do wprowadzenia drużynie B. Gdy zaś nielegalnie dotknie jej zawodnik drużyny B, punkty zostają zaliczone drużynie A.
Gdy obie drużyny jednocześnie nielegalnie dotkną piłki, a jedną z kar jest niezaliczenie punktów, to ta kara ma pierwszeństwo i punkty nie są zaliczone Przykładowo, jeśli zawodnik drużyny A wykonuje rzut, a następnie nielegalnie dotykają piłki jednocześnie zawodnik drużyny A i B, to niezależnie od tego, czy piłka wpadła do kosza, czy nie, punkty nie są zaliczone i ogłaszana jest sytuacja rzutu sędziowskiego.